# 冬暖
《冬暖》是香港歌手陳百強的第十五張粵語大碟，亦是他在DMI唱片的最後一張專輯，收錄了一首少有的講述友情的名曲《感情到老》、民歌風味的溫馨愛情小品《長伴千世紀》、由國語時代曲改編的《盼三年》以及一首與陳慧嫻及劉美君合唱的勵志歌《燃點真愛》。此碟於1988年12月13日推出。

## 製作背景
《燃點真愛》是大型百老匯形式音樂劇《神奇旅程樂穿梭》主題曲，此音樂劇是為了慶祝香港電台廣播60周年和保良局110周年而舉辦，於1988年11月5日至6日在红磡體育館演出，首場收入捐予保良局。製作香港電台教育電視部，協辦房屋署商業樓宇科，監製陳達祖，編導譚顯揚及鄭惠芳，藝人聯絡鄧藹霖，音樂總監周啟生，填詞鄭國江，司儀區瑞強。此音樂劇由六十多首歌曲串聯而成，是當時香港有史以來最大型的舞台劇，港台更授權無綫轉播。
《神奇旅程樂穿梭》音樂劇主演為陳百強（飾太陽神）、陳慧嫻（飾正義女神）、林憶蓮（飾智慧女神）及劉美君（飾愛心女神）。此外，共同表演者中的正派組還有洪金寶（飾點指公公；後來洪因為要出席金馬獎，改由倪秉郎飾演）、鄭少秋（飾超能隊長）、黃凱芹（飾雪糕哥哥）、鄭秀文（飾雪糕姐姐；16歲）、杜德偉（飾神探賈英旺）、周慧敏（飾香蕉姐姐）、陳德彰（飾船長哥哥）、彭建新（飾肥皂泡俱樂部主人）、張繼聰（8歲）、黃家怡、路家敏、顏福偉以及各兒童節目小演員等。而反派組表演者則有杜麗莎（飾宇宙女魔王）、吳國敬（飾百變人魔）、林敏驄（饰黑卡邦）、肥狮（饰白卡邦）、草蜢、戴采焕等。
由於林憶蓮正從CBS/Sony跳槽至華納唱片，在唱片中《燃點真愛》林憶蓮的部分由陳慧嫻及劉美君代唱。此曲亦同時收錄於劉美君的《公子多情》大碟(1988.11)和陳慧嫻的《Priscilla Chan·Remix》EP(1988.12)。當時派往港台播放的白版碟則是一王三后版。
包含林憶蓮歌聲的《燃點真愛》一王三后版后來收錄于：
- 2011年環球《DIVA 6》精選
- 2014年陳慧嫻的《嫻情三十》精選 (第一版及第三修正版）
- 2015年陳百強的《Elegance & Charm 文質翩翩》精選
- 2017年劉美君的《千色‧劉美君三十總選》精選

2013年小美在蘋果日報的「周日美言」專欄中透露了陳百強在收到了《冬戀》歌詞後的反應：
Danny很喜歡聊天，也愛幻想，而且很相信心靈感應這碼子事情。我記得有一次接了一首歌要為他填詞，原曲是英文經典金曲《The End Of The World》，監製並沒有規限我寫甚麼，任我自由發揮，於是我便因應記得Danny說過特別喜歡冬天，於是我選取了一個冷調的用字，填寫了一首《冬戀》給他！Danny收到歌詞即給我來了一通電話，說道：「小美，你知我曾發夢會改編這首歌？」我很訝異的答道：「真的嗎？那希望你喜歡這份詞的意境！」Danny竟接著說：「我夢中也是置身冬天，和你寫的場景幾近一樣！」接著他就細意分享了一些他的冬天故事予我，更令我明白這位小王子的多愁善感從何而來！而Danny更強調最愛這一段：「倦極難眠霧鎖眼前，怕記某夜某冬天，誰的眼光，有點癡帶著怨，任抑鬱於腦內打轉。」及後他如泣如訴地唱出，歌詞或許觸動了他心裏一些莫名的心結，唱腔很傷感，其實大家都希望他快樂的。
2024年小美在Instagram中透露了一些《冬戀》的錄音故事：「當日我填《冬戀》的正確版本是『我實在“抗拒”看見星光燦爛』的，但是，當錄音的時候，Danny突然說想改「拒抗」，我問為什麼？他說：『個feel好啲！』我定神一想，其實「抗拒」和「拒抗」是可以互換的逆音字，所以我尊重Danny ，和希望他keep個情緒錄好首歌為上，就讓「拒抗」入詞，這亦成為Danny說過很喜歡的歌之一。當年是有些遷就他，沒有堅持用「抗拒」，但他真的是用心而動人地唱出味道。。。Danny當年很俊美，很善良，很開心可以曾經合作。」
透過前寶麗金監製楊雲驃及總經理馮添枝的關係，寶麗金的著名御用編曲人盧東尼在此碟中一口氣為陳百強編了四首歌曲。
在《冬暖》的平面廣告中，曾用了以下廣告詞：
「留不住的冬、散不盡的暖」

## 迴響
《感情到老》獲得港台、無線及商台三大流行榜冠軍。
小美曾於1988年的某報章「本周的推薦盤」專欄中如此評價《感情到老》：「《感情到老》寫不變的友誼，Danny能好好掌握到曲中感情，唱出孤單無助時，極需要朋友幫助的渴望。」
潘偉源亦在同一專欄中如此自評《長伴千世紀》：「《長伴千世紀》經重新填過，我就比較喜歡自己首次寫的版本《背影》，反而新的版本詞義平凡一點，然而，卻偏愛開首清脆的吉他聲，帶有民歌味道。」
盧冠廷在2020年的訪問中如此自評《長伴千世紀》：「《長伴千世紀》是我自己很喜歡的一首作品，因為它有三段，普通的流行曲是Verse（主歌），完了就是Chorus（副歌），但是這首多了一個Bridge（連接段），這樣聽下去就不會覺得悶，是我自己的一首上乘的作品。」

## 曲目
| 曲序     | 曲目 |          | 作曲            | 编曲                    | 备注 | 时长  |
| -------- | --- | -------- | --------------- | ----------------------- | --- | ----- |
| 1.       | 感情到老 | 盧永強   | 楊雲驃          | 楊雲驃 盧東尼           | 第三主打 | 4:05  |
| 2.       | 盼三年 | 向雪懷   | 姚敏            | 盧東尼                  | 第二主打 改編自李香蘭的《三年》 | 3:47  |
| 3.       | 燃點真愛（陳百強、陳慧嫻、劉美君獨唱，王家怡、吳國敬、杜麗莎、杜德偉、周慧敏、林敏驄、林憶蓮、肥獅、倪秉郎、草蜢、張繼聰、陳德彰、彭健新、黃凱芹、路家敏、鄭少秋、鄭秀文、戴采煥、顏福偉合唱） | 鄭國江   | 陳百強 周啟生   | 周啟生                  | 第一主打 香港電台60週年音樂劇《神奇旅程樂穿梭》主題曲 | 4:34  |
| 4.       | 長伴千世紀 | 潘偉源   | 盧冠廷          | 楊雲驃                  | 第四主打 | 3:05  |
| 5.       | 愿意再等 | 小美     | 王醒陶          | Roel Garcia             | | 4:10  |
| 6.       | 愛的傷痕 | 潘偉源   | Howard Jones    | Roel Garcia             | 和音：陈碧清 改編自Howard Jones的《All I Want》 | 3:55  |
| 7.       | Where Are You | 向雪懷   | 馮添枝          | 楊雲驃 Roel Garcia      | | 3:48  |
| 8.       | 暫別的愛 | 鄭國江   | Marvin Hamlisch | 盧東尼                  | 改編自Priscilla Lopez的《What I Did For Love》，是百老匯音樂劇《A Chorus Line》（歌舞線上）中的一首歌曲。                                                              | 4:16  |
| 9.       | 一語道破 | 陳嘉國   | 山腰直彥        | Alastair Monteith-Hodge | 改編自サンタ(山腰直彥)的《一度だけ》（只有一次） Alastair Monteith-Hodge當時主要從事電影配樂                                                                           | 4:18  |
| 10.      | 冬戀 | 小美     | Arthur Kent     | 盧東尼                  | 改編自Skeeter Davis的《The End Of The World》 同曲異詞有雷安娜的《含羞草》、周慧敏的《情迷》、薰妮的《別後重逢》、黎明詩的《極度難忘》及鄧紫棋的《後會無期》（國語）。 | 3:40  |
| 总时长： | 总时长： | 总时长： | 总时长：        | 总时长：                | 总时长： | 39:38 |

## 製作人員
- 監制：陳百強、王醒陶

楊雲驃 (感情到老、Where Are You)
- 混音：楊雲驃
- 錄音室：EMI Studio

Bali Studio (燃點真愛)
- 封套概念：陳百強
- 發型：Joseph Lo (Il Colpo

)
- 攝影：黃永熹Sam Wong
- 封套設計：陳百強、黃炳培Stanley Wong
- 美術制作：梁世偉 (Art Workshop)
- 策劃：葉鏡球

## 派台成績
| 歌曲       | 港台 中文歌曲龍虎榜 | 無線 勁歌金榜 | 商台 叱吒樂壇流行榜 |
| ---------- | ------------------- | ------------- | ------------------- |
| 燃點真愛   | (-)                 | 9             | 24                  |
| 盼三年     | (-)                 | 2             | 5                   |
| 感情到老   | 1▲                  | 1●            | 1(2周)☆             |
| 長伴千世紀 | (-)                 | -             | 14                  |

▲：1989年第1周

●：1989年第3周

☆：1989年第2及第3周

()：未知

## 獎項
- 1988年度叱咤樂壇頒獎禮

- 「叱咤樂壇男歌手銅獎」